# Dólar Lafayette
El dólar Lafayette fue una moneda de plata emitida como parte de la participación de los Estados Unidos en la Exposición Universal de París de 1900. Representando a Gilbert du Motier, Marqués de Lafayette con George Washington, y diseñado por el grabador en jefe Charles E. Barber, fue el único dólar de plata conmemorativo estadounidense antes de 1983 y la primera moneda estadounidense en representar a ciudadanos estadounidenses.
A partir de 1898, estadounidenses prominentes buscaron erigir en París un monumento a Lafayette, francés que luchó en la Guerra de Independencia de los Estados Unidos. Entre estos partidarios se encontraba el empresario de Chicago, Ferdinand Peck, a quien el presidente William McKinley designó comisionado general de la exposición. Peck integró la propuesta del monumento en los planes estadounidenses para París y designó a la Comisión del Monumento a Lafayette para recaudar fondos. Parte de esta recaudación fue la moneda conmemorativa de un dólar, aprobada por el Congreso estadounidense el 3 de marzo de 1899.
Los bustos conjuntos de Washington y Lafayette aparecen en el anverso. Barber afirmó que las bases de su obra fueron una escultura de Washington de Jean-Antoine Houdon y una medalla de Lafayette de 1824 de François-Augustin Caunois. Para el reverso, utilizó un boceto inicial del monumento proyectado, diseñado por Paul Wayland Bartlett , cuyo apellido aparece en la base de la estatua del reverso. Las monedas no se agotaron, y el Tesoro de los Estados Unidos fundió posteriormente 14 000 . El dólar de Lafayette se valora desde varios cientos de dólares hasta decenas de miles, según la condición.

## Antecedentes
Gilbert du Motier de La Fayette nació el 6 de septiembre de 1757 en el seno de una familia noble francesa. Cuando tenía menos de dos años, su padre murió en la batalla de Minden, convirtiéndose en un noble adinerado. El joven marqués se casó en 1774.
En 1775, mientras cumplía servicio militar en Metz, Lafayette recibió noticias de la Revolución estadounidense en las Trece Colonias. El joven oficial rápidamente llegó a creer que la causa estadounidense era noble.  Al enterarse de que el Segundo Congreso Continental carecía de fondos, Lafayette alquiló un barco a sus expensas y en 1777 zarpó hacia América, aunque inicialmente recibió una fría recepción del Congreso. Tantos oficiales extranjeros habían buscado formar parte del Ejército Continental que su comandante general, George Washington, pidió que no se contratara a más. La solicitud de Lafayette, que no buscaba remuneración, finalmente tuvo éxito. El Congreso había recibido una carta del enviado estadounidense a Francia, Benjamin Franklin, declarando que la familia de Lafayette era adinerada e influyente. Franklin instó al Congreso a acomodar a Lafayette y también a mantenerlo a salvo y fuera de la acción para que su muerte no perjudicara la causa estadounidense.